# Кампхёйзен, Дирк Рафаэлс
Дирк Рафаэльс Кампхёйзен (нидерл. Dirck Raphaelsz Camphuysen; 1586, Горинхем — 19 июля 1627, Доккум во Фрисландии) — нидерландский поэт, художник и богослов.

## Биография и творчество
Дирк Рафаэльс Кампхёйзен был сыном уважаемого хирурга в Горинхеме. Его мать была меннонитом, чей отец Ганс ван Мажейк был обезглавлен за свои убеждения. Его мать умерла, когда юному Дирку было восемь лет, а вскоре умер и его отец. Художественный талант у Дирка был обнаружен ещё в детстве. Его старший брат, который взял на себя хирургическое дело своего отца, послал молодого Дирка учиться рисованию у художника Дирка Говерца, который позже также учил своего сына Говерта и современника своего сына Хендрика Версхюринга. Дирк довольно успешно занимался искусством до восемнадцати лет, после чего начал изучать языки. Играл большую роль в религиозных смутах, вызванных учением арминиан. Был проповедником около Утрехта, во время арминианских смут лишился своего места, был преследуем, за его голову была назначена премия. Последние годы жизни ему удалось мирно прожить в Доккуме. Его стихотворения, большей частью религиозного характера, отличаются большой искренностью; они изданы под заглавием «Stichtelijke Rijmen» (Назидательные рифмы, 1624). Особой популярностью пользовалось одно из них — «Maysche Morgenstond» (Майское утро); изданное с иллюстрациями, оно было любимым украшением почти в каждом голландском доме.

## Посмертная судьба
Богословские сочинения Кампхёйзена изданы после смерти автора. Его именем названа гимназия в его родном городе ().

## Публикации на русском языке
- Из поэзии Нидерландов XVII века. — Л.: Худож.литература, Ленинградское отделение, 1983. — С. 126—134.